# Megapodius bernsteinii
O frango-do-mato-das-sula (Megapodius bernsteinii) é uma espécie de ave da família Megapodiidae.
Apenas pode ser encontrada na Indonésia.
Os seus habitats naturais são: florestas secas tropicais ou subtropicais , florestas subtropicais ou tropicais húmidas de baixa altitude, florestas de mangal tropicais ou subtropicais e matagal húmido tropical ou subtropical.
Está ameaçada por perda de habitat.